# 旭日章
旭日章（きょくじつしょう、英語: Order of the Rising Sun）は、日本の勲章の一つ。

## 概要

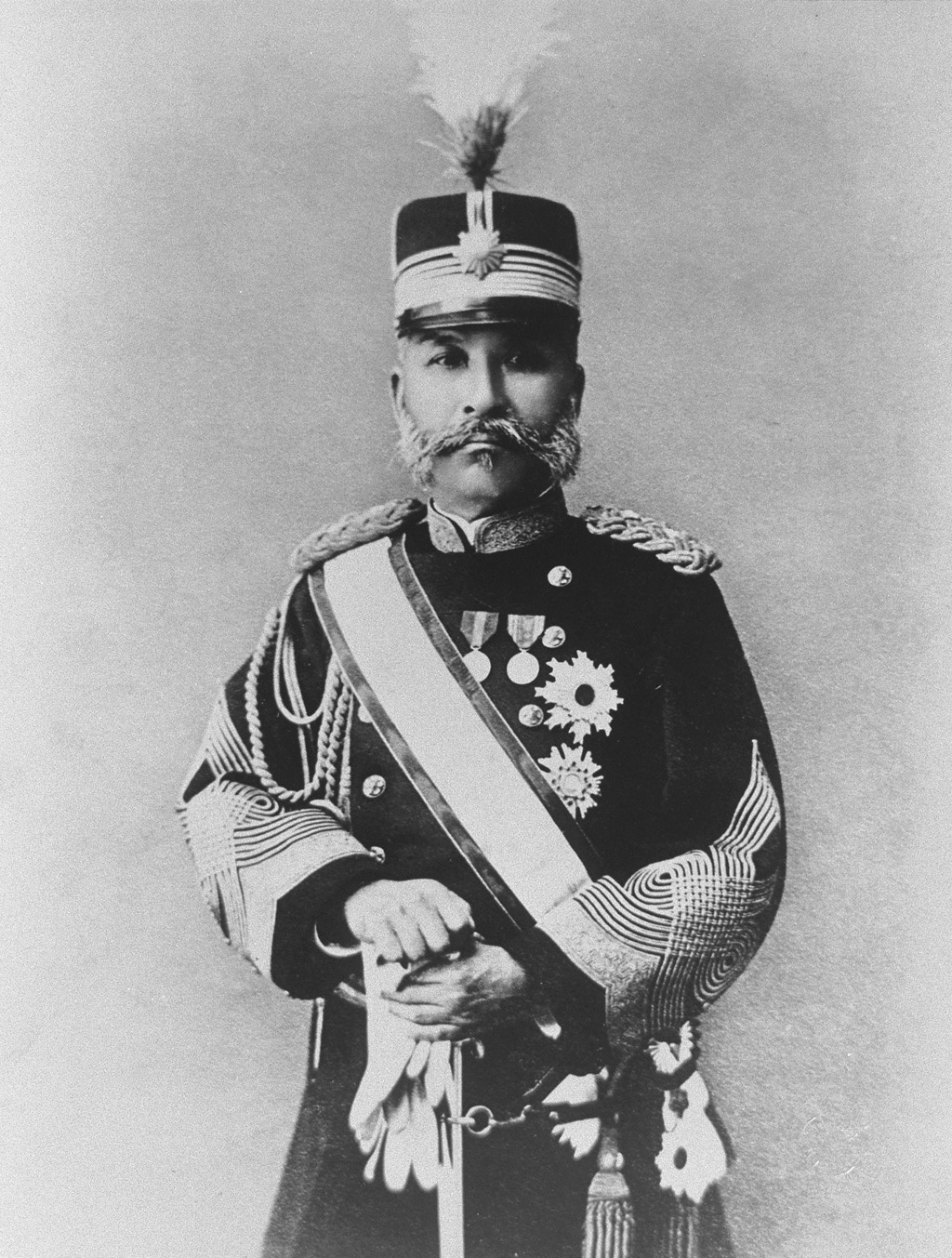
勲一等旭日大綬章を佩用する陸軍中将曾我祐準

旭日章は、1875年（明治8年）4月10日に、日本で最初の勲章として勲一等から勲八等までの8等級が制定された。翌1876年（明治9年）には旭日章の上位に大勲位菊花大綬章が新設され、1888年（明治21年）にはさらにその上位に大勲位菊花章頸飾が置かれた。また、同じ1888年（明治21年）には、勲一等旭日大綬章の上位に勲一等旭日桐花大綬章が追加制定され、旭日章は9等級で運用された。
大勲位菊花章頸飾以下を定めた際に、既定の席次は従来どおり踏襲されて変わっていないが、宮内省達甲第6号（明治24年）により廃止。
2003年（平成15年）の栄典制度改正では、桐花大綬章を旭日章の上の桐花章とし、勲等の表示をやめさらに勲七等と勲八等を廃止するなど大幅に整理され、旭日章は6等級で運用されることとなった。また、制定以来、旭日章の授与対象は男性に限る運用が行われていたが、この栄典制度改正の際に男女等しく授与される勲章となった。
旭日章は、「国家又ハ公共ニ対シ勲績アル者」に授与すると定められ（勲章制定ノ件2条1項）、具体的には「社会の様々な分野における功績の内容に着目し、顕著な功績を挙げた者を表彰する場合に授与する」とし、内閣総理大臣などの職にあって顕著な功績を挙げた者を表彰する場合に授与される（「勲章の授与基準」）。詳しくは#授与基準を参照。
2003年（平成15年）に行われた栄典制度改正（内閣府令第54号）は「明治8年太政官布告第54号第6条の規定」に基づき、「勲○等に叙し旭日○○章を授ける」といった勲等と勲章を区別する勲記及び叙勲制度から、「旭日○○章を授ける」という文章に改正された。なお、改正時の政令附則により、改正前に授与された者は改正後も引き続き勲等・勲章とを分けた状態で有しているものと扱われる。
旧制度では、勲一等旭日大綬章の上に勲一等旭日桐花大綬章を持ち、「同種類の勲章の同一の勲等の中でさらに上下がある」という特殊な運用形態がとられていた。この勲一等旭日桐花大綬章は、旭日章8等級の制定の13年後に旭日章の最上位として追加制定されたものである。当時の宮中席次によれば、金鵄勲章（きんしくんしょう）の功級は同じ数字を持つ勲等より上位に位置づけられており、これに従い功一級金鵄勲章は勲一等旭日大綬章よりも上位にあったが、勲一等旭日桐花大綬章だけは例外的に功一級金鵄勲章より上位に置かれた。
- 「第1階第13」勲一等旭日桐花大綬章
- 「第1階第14」功一級金鵄勲章
- 「第1階第18」勲一等旭日大綬章

## 意匠

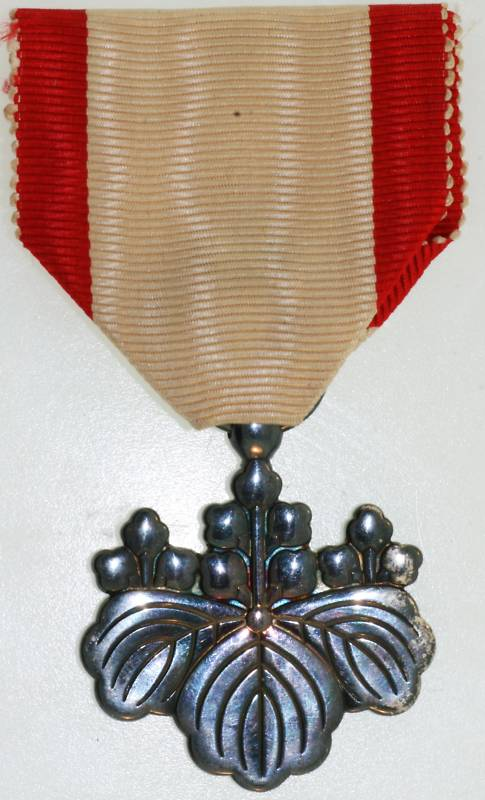
勲八等白色桐葉章

章の意匠は、八方向へ伸びる旭光を持つ日章という、古来から日本の紋章に用いられてきた旭日の紋をモチーフにしている。地金は銀で、旭日双光章（勲五等双光旭日章）までは全体もしくは一部に金鍍金が施される。
鈕（「ちゅう」、章と綬の間にある金具）は、日本国政府の紋章であり、皇室の副紋でもある桐の花葉をかたどり、旭日小綬章（勲四等旭日小綬章）以上は五七花弁を持つ桐紋（「五七の桐」）、旭日双光章（勲五等双光旭日章）以下は五三花弁を持つ桐紋（「五三の桐」）の意匠を持つ。廃止された旧制式下の勲七等青色桐葉章・勲八等白色桐葉章は旭日章の範疇にあるが、意匠には旭日を用いずこの桐紋のみであり、名称も「桐葉章」（とうようしょう）となる。
外輪の旭光部は白及び黄の七宝が施され盤面とフラットになるよう丁寧な研磨がなされている。大綬章・中綬章・単光章が白一色、双光章は白と黄の二色を5本単位で切り替える。中央に配される淡い球状に盛り上がった日章は宝石と思われていることが多いが、これはガラス質であり、ごく初期のみ七宝、現行は二酸化セレンを用いた赤色のガラスである。
綬は織地白色、双線紅色と定められており、白の織り地の両脇を赤の帯が縁取る。大綬章は大綬を右肩から左脇に垂れ、中綬章は中綬をもって喉元に、小綬章以下は小綬をもって左胸に佩用する。重光章（勲二等旭日重光章）の正章のみ右胸への佩用。
全ての旭日章は裏面に「勲功旌章」（くんこうせいしょう＝"勲功を褒める章"）の刻印が施される。
ごく初期の物は鈕が一体成形されており、現在の物のようにピンで結合される形ではなかった。勲二等旭日重光章は当初、正章のみであったが、1898年（明治31年）に副章が付けられた。また、勲四等旭日小綬章については、勲五等以下との区別がしづらいとの意見から1886年（明治19年）より綬にロゼットを付けることとなり、それ以前に叙勲された者についてはロゼット付きの小綬を別途製造し追贈した。
勲章を収める箱は制定最初期、現在のような塗り箱ではなく革製のケースに収めて授けられた。現在早稲田大学図書館に所蔵されている明治10年の資料や旧薩摩藩島津家にて保存されている物がそれに該当するが、両者とも大綬の「赤」の部分が経年変化により「臙脂色」に変わった様子が確認された。しかし明治初期の旭日大綬章佩用者の肖像画に描かれた大綬はいずれも現在と変わらぬ「赤」で表現されており、これらは染料の変更による経年変化と考えられる。
満洲国では1934年（昭和9年）に日本の勲章制度を参考に旭日章に相当する勲章として八等級からなる景雲章が制定されたが、各等級の意匠は旭日章と類似したものとなっている。

### 栄典制度改正による意匠の変更
旭日章は栄典制度改正により、各種勲章及び大勲位菊花章頸飾の制式及び形状を定める内閣府令（平成15年5月1日内閣府令第54号）が施行されるに伴い、一部の意匠が変更された。旧制式下では全ての等級の勲章に於いて裏面も表面と同様の七宝による装飾が施されていたが、栄典制度改正以降の小綬章以下の勲章は、裏面の七宝装飾を持たず、梨地の仕上げのみとなっている。同時に「勲功旌章」の刻印も、小綬章以下は鈕の裏面から本章の裏面中央へと変更された。重光章の副章及び中綬章の正章に関しては旭日部分は表面同様の七宝が施されるものの、鈕の裏面が七宝無しとなり、梨地の金属面に直接「勲功旌章」と刻印されている。また単光章は旧制式の勲六等単光旭日章よりも直径が小さくなった。
綬についても、両脇の紅線が太くなるなどの変更が見られる。大綬章が女性に授与される場合のみ、綬の幅が宝冠章と同等の物に替えられるが、ロゼットの形状は以前の男性用の物と変わらない。その他の等級に関しても、現在は男女ともに共通の綬をもって授与される。

## 名称と等級
現行の旭日章の名称を、旧制度下の名称を添えて以下に示した。
| 現行の名称（下行は英訳名）・画像                                                                     | 旧制度下の名称・画像                                             | 改正の要点                                                     |
| --- | ---------------------------------------------------------------- | -------------------------------------------------------------- |
| 桐花大綬章 Grand Cordon of the Order of the Paulownia Flowers 正章（上）・副章（右下）・略綬（左下） | 勲一等旭日桐花大綬章 正章（上）と副章（下）                      | 旭日章から独立させ、別種の上位勲章である桐花大綬章を創設       |
| 旭日大綬章 Grand Cordon of the Order of the Rising Sun 正章（上）・副章（右下）・略綬（左下）        | 勲一等旭日大綬章 正章（上）と副章（下）                          | 名称から「勲一等」を除く                                       |
| 旭日重光章 The Order of the Rising Sun, Gold and Silver Star 正章（左）・副章（右）・略綬（中）      | 勲二等旭日重光章 正章（右下）・副章（右）・略綬（右上）          | 名称から「勲二等」を除く                                       |
| 旭日中綬章 The Order of the Rising Sun, Gold Rays with Neck Ribbon 正章（右）と略綬（左）            | 勲三等旭日中綬章 正章（右）と略綬（右上） （右下は軍人用の細綬） | 名称から「勲三等」を除く                                       |
| 旭日小綬章 The Order of the Rising Sun, Gold Rays with Rosette 正章（右）と略綬（左）                | 勲四等旭日小綬章 正章（右）と略綬（右上）                        | 名称から「勲四等」を除く                                       |
| 旭日双光章 The Order of the Rising Sun, Gold and Silver Rays 正章（右）と略綬（左）                  | 勲五等双光旭日章 正章（右）と略綬（右上）                        | 名称から「勲五等」を除き、「双光」と「旭日」の位置を入れ替える |
| 旭日単光章 The Order of the Rising Sun, Silver Rays 正章（右）と略綬（左）                           | 勲六等単光旭日章 正章（右）と略綬（右上）                        | 名称から「勲六等」を除き、「単光」と「旭日」の位置を入れ替える |
| なし                                                                                                 | 勲七等青色桐葉章 正章（右）と略綬（右上）                        | 廃止                                                           |
| なし                                                                                                 | 勲八等白色桐葉章 正章（右）と略綬（右上）                        | 廃止                                                           |

## 授与基準

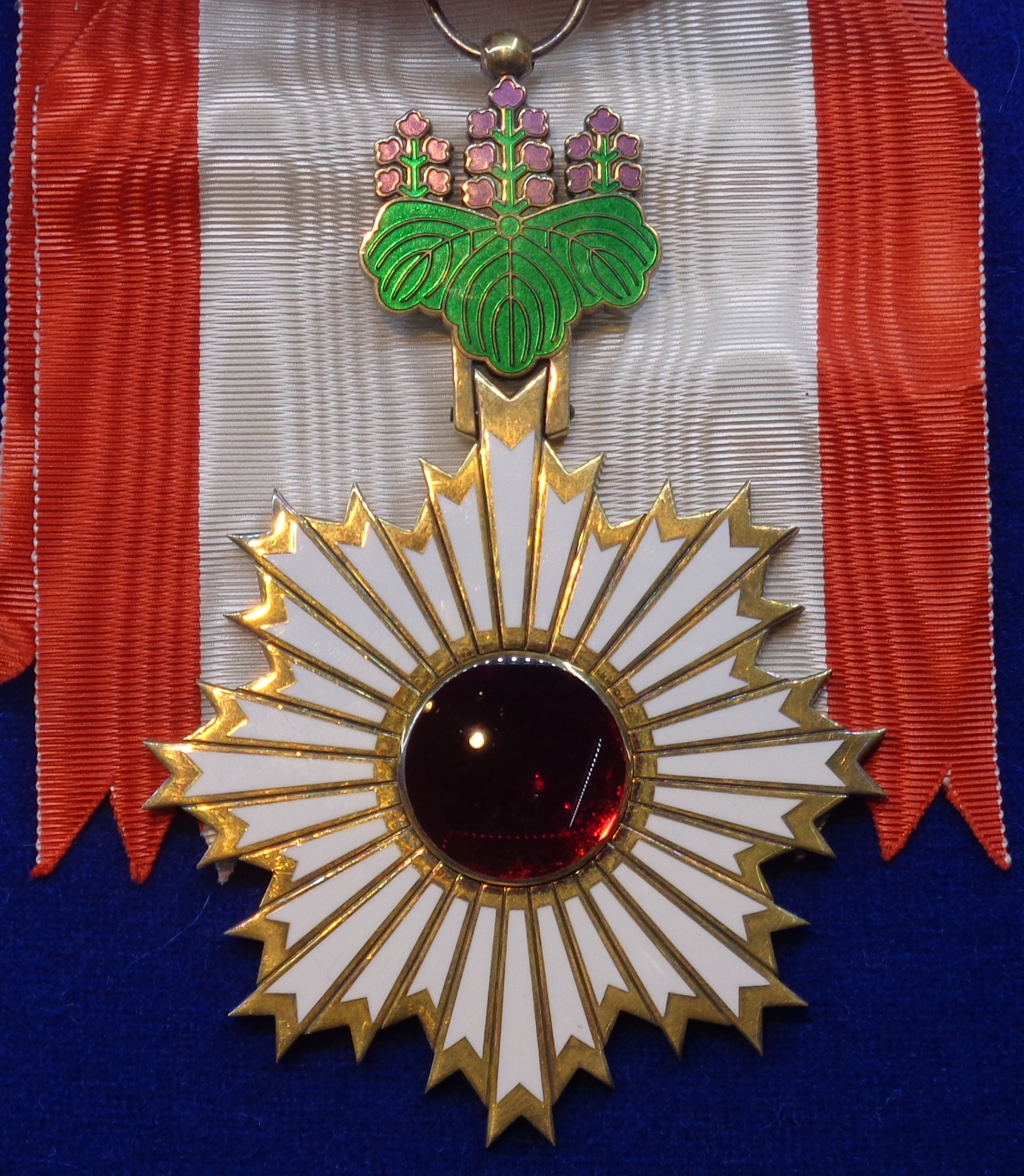
勲一等旭日大綬章正章

- 「勲章制定ノ件」（明治8年太政官布告第54号）によれば、旭日大綬章、旭日重光章、旭日中綬章、旭日小綬章、旭日双光章及旭日単光章は、「国家又ハ公共ニ対シ勲績アル者」に授与される[25]。
- 閣議決定により定められた「勲章の授与基準」[11]によれば、旭日章は、「社会の様々な分野における功績の内容に着目し、顕著な功績を挙げた者を表彰する場合に授与するものとし、第二（授与基準）第1項第3号に掲げる職[注釈 7]にあって顕著な功績を挙げた者を表彰する場合のほか、次の各号に掲げる者を表彰する場合に授与するものとする。ただし、長年にわたり積み重ねられた功労を主たる功労とする者を表彰する場合を除く。」とされた。「次の各号」とは、以下の通り。
  1. 国際社会の安定及び発展に寄与した者
  2. 適正な納税の実現に寄与した者
  3. 学校教育又は社会教育の振興に寄与した者
  4. 文化又はスポーツの振興に寄与した者
  5. 科学技術の振興に寄与した者
  6. 社会福祉の向上及び増進に寄与した者
  7. 国民の健康又は公衆衛生の向上及び増進に寄与した者
  8. 労働者の働く環境の整備に寄与した者
  9. 環境の保全に寄与した者
  10. 農業、林業、水産業、商業、鉱業、工業、情報通信業、建設業、不動産業、金融・保険業、サービス業等の業務に従事し、経済及び産業の発展を図り公益に寄与した者
  11. 弁護士、公認会計士、弁理士等の業務に従事し、公益に寄与した者
  12. 新聞、放送その他報道の業務に従事し、公益に寄与した者
  13. 電気事業、ガス事業、運輸事業等の公益的事業に従事し、公衆の福祉の増進に寄与した者
  14. 前各号に掲げる者以外の者であって、公益に寄与したもの
- 授与する勲章は、功績内容の重要性及び影響の大きさ、その者の果たした責任の大きさ等について評価を行い、特に高く評価される功績を挙げた者に対しては旭日重光章以上、高く評価される功績を挙げた者に対しては旭日小綬章以上、その他の者に対しては旭日単光章以上とする。
- 次の各号に掲げる者に対して授与する勲章は、それぞれ当該各号に掲げるものを標準とする。なお、その者の功績全体を総合的に評価して、より上位の勲章の授与を検討することができるものとする。
  - ア　内閣総理大臣、衆議院議長、参議院議長又は最高裁判所長官の職にあって顕著な功績を挙げた者旭日大綬章
  - イ　国務大臣、内閣官房副長官、副大臣、衆議院副議長、参議院副議長又は最高裁判所判事の職（これらに準ずる職を含む。）にあって顕著な功績を挙げた者旭日重光章又は旭日大綬章
  - ウ　大臣政務官、衆議院常任委員長、参議院常任委員長、衆議院特別委員長、参議院特別委員長又は国会議員の職（これらに準ずる職を含む。）にあって顕著な功績を挙げた者旭日中綬章又は旭日重光章
  - エ　都道府県知事の職にあって顕著な功績を挙げた者旭日中綬章又は旭日重光章
地方自治法（昭和22年法律第67号）第252条の29第1項の指定都市の市長の職にあって顕著な功績を挙げた者旭日小綬章、旭日中綬章又は旭日重光章
指定都市以外の市の市長又は特別区の区長の職にあって顕著な功績を挙げた者旭日双光章、旭日小綬章又は旭日中綬章
町村長の職にあって顕著な功績を挙げた者旭日単光章、旭日双光章又は旭日小綬章
  - オ　都道府県議会議員、市議会議員又は特別区の議会議員の職にあって顕著な功績を挙げた者旭日単光章、旭日双光章、旭日小綬章又は旭日中綬章
町村議会議員の職にあって顕著な功績を挙げた者旭日単光章又は旭日双光章

1. 風水害、震火災その他非常災害に際し、身命の危険を冒して、被害の拡大防止、救援又は復旧に努め、顕著な功績を挙げた者
2. 身命の危険を冒して、現行犯人の逮捕等犯罪の予防又は鎮圧に顕著な功績を挙げた者
3. 生命の危険を伴う公共の業務に従事し、その職に殉じた者
4. その他特に顕著な功績を挙げて、緊急に勲章を授与することを必要とする者

## 運用

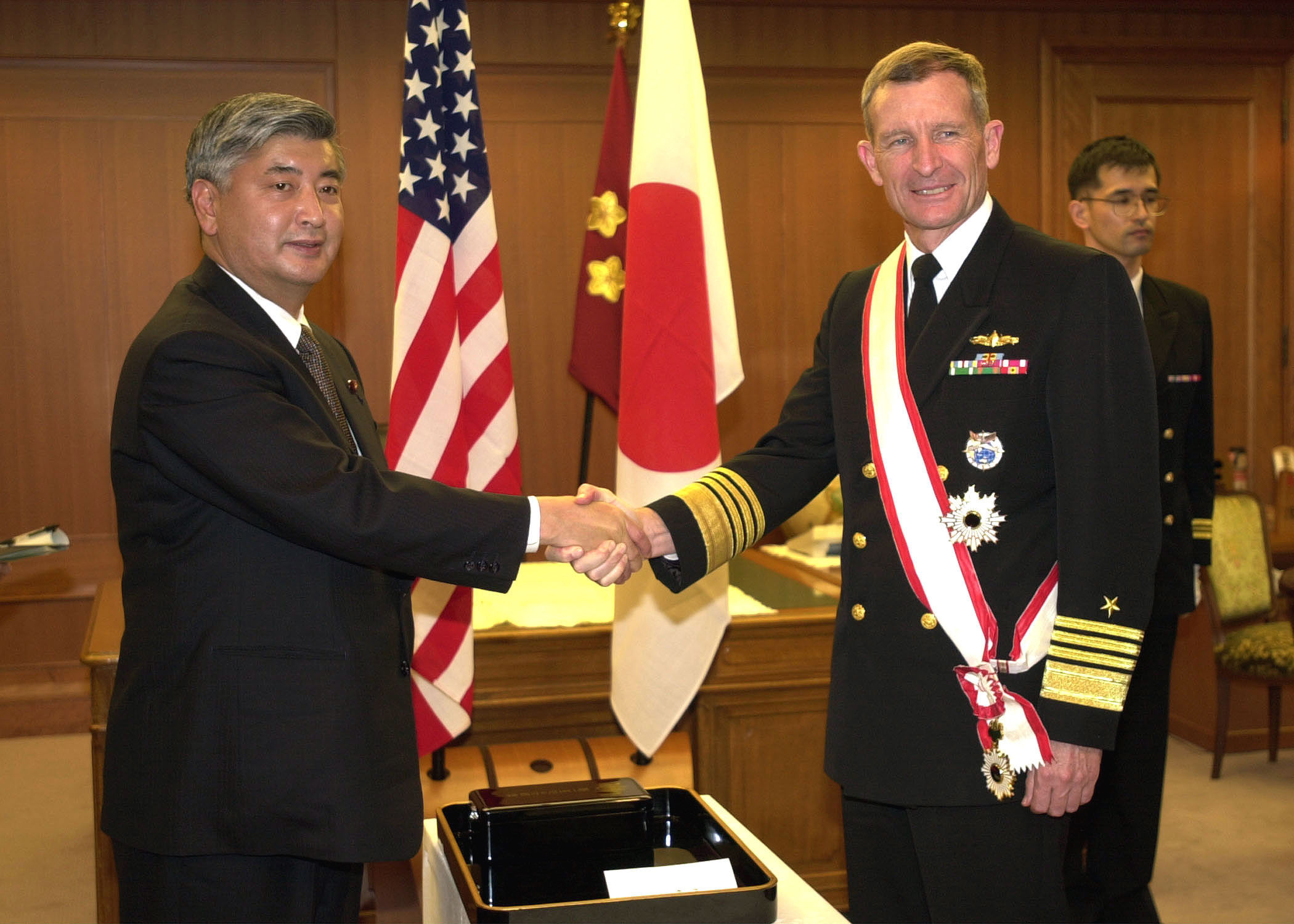
2002年（平成14年）2月、中谷元（防衛庁長官）から勲一等旭日大綬章を伝達されるデニス・C・ブレア（アメリカ太平洋軍司令官）。

旧制度下においては勲等の序列は旧来の宮中席次に則り、上位から旭日章、宝冠章、瑞宝章の順に、同じ勲等の中では最も上位に位置づけられていた。そのため、旧制度下での旭日章の授与対象は「瑞宝章を授与するに値する以上の功労のある者」と定められていた。
2003年（平成15年）、栄典制度の抜本的改革にあたり、男性のみに与えられるなどの条件が社会情勢に合わなくなってきたこともあって、女性も授与の対象に含まれることとなった。同時に、それまで最上位とされた旭日桐花大綬章は桐花章（桐花大綬章）として独立し、八等と七等は廃止されて6階級での運用になった。またそれまで下位の勲章であった瑞宝章が旭日章と同等の勲章へと格付けが変更されるにあたり、叙勲の選考基準もそれまでの「功績の大小」から「功績の内容」で判断されることとなった。
上記の経緯により、現在では〈国家または公共に対し功労がある者の内、功績の内容に着目し、顕著な功績を挙げた者〉が旭日章の叙勲対象となっている。

### 略章略綬
明治8年12月に略綬の雛形が通達されると明治10年12月に「大勳位菊花大綬章以下各種略綬図式」〔太達九七〕に従って略綬を定めた。略章略綬の佩用のしかたは明治22年に賞勲局が告げた心得「略章略綬佩用心得」〔明治22年2月、賞勳局告二〕を改めると、1920年代から機会を重ねて達した。また制服をまとう職種の規定「勳章記章又ハ褒章ヲ有スル者制服著用ノ節略綬佩用方」〔大正7年9月、内閣告四〕など告示が進んだ。

### 外国人に対する儀礼的叙勲での運用
国賓の来日や皇族の外遊などの際に同席する認証官クラスの要人に贈られる。役職により授与される勲等が判断され、政府首相や軍部司令官などの役職には大綬章（勲一等）が授与される。外交官などにも贈られるが、国家の規模や日本国への貢献度により授与される勲等には幅がある。その他随行の関係者等にも、その役職に応じた等級の勲章が授与される。
珍しい例としては、上皇明仁が皇太子時代に皇太子妃を伴ってマレーシアを公式訪問した際、接遇にあたった「前国王の令息」に対して儀礼叙勲として勲一等旭日大綬章を授与している。通常、王族男性であれば大勲位菊花大綬章が与えられるところであるが、マレーシアの国王は複数のスルタン家の中から任期を指定して輪番制で選ばれるシステムを採用しているため「正式な王家・王族」の定義が時期によって変わるので身位の定義が難しく、日本政府が苦慮した末の判断であった。

### 皇族に対する叙勲
皇族叙勲については、勲章制定にあたり明治天皇が勲一等旭日大綬章自ら佩用し、その他では有栖川宮幟仁親王を始めとする皇族10名に勲一等旭日大綬章を天皇から親授された。
その後、皇族身位令（明治43年皇室令第2号）の制定により、男性皇族への初叙が勲一等旭日桐花大綬章へと引き上げられたため、以降、勲一等旭日大綬章の皇族への叙勲はない。
- 第九条 皇太子皇太孫ハ満七年ニ達シタル後大勲位ニ叙シ菊花大綬章ヲ賜フ
- 第十一条 親王ハ満十五年ニ達シタル後大勲位ニ叙シ菊花大綬章ヲ賜フ
- 第十四条 王ハ満十五年ニ達シタル後勲一等ニ叙シ旭日桐花大綬章ヲ賜フ

その皇室令自体、昭和22年5月2日皇室令第12号により全部廃止されている。

### 関連資料
- 鷹見久太郎 編『皇族画報』大正14年、東京社〈婦人画報〉、1925年5月。
- 『皇族画報 : 御即位御大礼記念』増刊 (第279号)、東京社〈婦人画報〉、1928年10月。
- 剣聖会 編『大日本帝国勲章記章誌』崇文堂、1937年。NDLJP:1441381。国立国会図書館デジタルコレクション
- 『世界の勲章展』中堀加津雄（監修）、読売新聞社、1964年。
- 藤樫準二『皇室事典』毎日新聞社、1965年5月。doi:10.11501/3035003。
- 毎日シリーズ出版編集株式会社 編『勲章』総理府賞勲局（監修）、毎日新聞社、1976年。
- 藤樫準二『勲章』244号、保育社〈カラーブックス〉、1978年5月。
- 伊達宗克『日本の勲章 : 逸話でつづる百年史』りくえつ、1979年11月。
- 川村晧章『勲章みちしるべ : 栄典のすべて』青雲書院、1985年3月。ISBN 4-88078-009-X。
- 『日本の勲章』総理府賞勲局（監修）、大蔵省印刷局、1989年6月10日。ISBN 4173100000。
- 河野 仁「近代日本における軍事エリートの選抜 : 軍隊社会の「学歴主義」」（PDF）『教育社会学研究』第45巻、日本教育社会学会、1989年10月1日、161-180頁。副題：「Selection of Military Elite in Imperical Japan - The Development of"Degreeocracy"in the Imperial Japanese Army and Navy -」
- 大久保利謙（監修）『旧皇族・閑院家 ; 旧皇族・東久迩家 ; 旧皇族・梨本家』 第12巻、毎日新聞社〈日本の肖像 : 旧皇族・華族秘蔵アルバム〉、1991年2月。ISBN 4-620-60322-8。
- 三省堂企画編修部 編『勲章・褒章辞典』日本叙勲者顕彰協会、2001年8月。
- 『皇族・華族 古写真帖』（愛蔵版）新人物往来社、2003年8月。ISBN 4-404-03150-5。
- 三省堂企画編修部 編『勲章・褒章新栄典制度辞典 ： 受章者の心得』日本叙勲者顕彰協会、2004年3月。
- 『明治・大正・昭和天皇の生涯』（愛蔵版）新人物往来社、2005年12月。ISBN 4-404-03285-4。国立国会図書館書誌ID:000008017108。

『明治・大正・昭和天皇の生涯』（新人物往来社〈別冊歴史読本75号〉、2001年6月刊）を増補・改訂。
- 鹿島茂 編『宮家の時代 : セピア色の皇族アルバム』朝日新聞、2006年10月。 ISBN 4-02-250226-6
- 佐藤正紀『勲章と褒賞』社団法人時事画報社、2007年12月。ISBN 978-4-915208-22-5。
- 平山晋『明治勲章大図鑑』国書刊行会、2015年7月15日。ISBN 9784336059345。
- 『特集 天皇家と宮家』平成18年11月号、新人物往来社〈歴史読本 第51巻第14号〉、2016年。JAN 4910096171163。

洋書
- Peterson, James W. (2000) (英語). Orders & medals of Japan and associated states. Monograph. 1 (3 ed.). An Order and Medals Society of America

### 補注
勲記（叙勲内容を記載した賞状）とともに授与され、その内容は『官報』の叙勲の項に掲載されるが、外国元首等へ儀礼的に贈る場合は必ずしも官報への掲載は行われない。
- 皇族は受章当時の名・身位を『官報』の掲載どおりに記載（括弧内に現在の宮号等を参考付記）。
- 通例、皇太子である親王を『官報』に掲載する場合は必ず「皇太子○○親王」と記載し、叙勲（勲記）には「皇太子」と冠しない。
- 『官報』に皇族を掲載する場合は、皇太子と皇太子妃を除き、宮号（秋篠宮など）・称号（浩宮など）は一切冠しない。叙勲でも同様。